# Girolamo Avanzi
Girolamo Avanzi (latinisiert Hieronymus Avantius oder Hieronymus	Avancius) (* 15. Jahrhundert in Verona; † Anfang 16. Jahrhundert) war ein italienischer Humanist.
Avanzi war Professor der Philosophie in Padua. Sonst ist kaum etwas über ihn bekannt. Auf ihn gehen zahlreiche textkritische Editionen lateinischer Dichter (des Ausonius, des Lukrez, und insbesondere der Tragödien des Jüngeren Seneca) und Schriftsteller (editio princeps der Briefe 41–121 des zehnten Buchs der Briefe des Jüngeren Plinius, das die Briefe an den Kaiser Trajan beinhaltet) sowie Emendationen zu diesen Autoren zurück. Damit unterstützte er Aldus Manutius in dessen editorischer Arbeit.

## Schriften (Auswahl)
- Emendationes in Catullum et Priapea. Ed. Augustinus Moravus, corr. Innocens Ziletus. Darin: Brief des Avantius an Moravus, datiert 14. Oktober 1493, Laudatio des Franciscus Aurichalchus durch denselben, datiert 1. Mai 1493. Johannes Tacuinus de Triduino, Venedig 1495.[3]
- Ausonii Peonii poetae disertissimi Epigrammata. Johannes Tacuinus de Triduino, Venedig 14 Oct. 1496, Gesamtkatalog der Wiegendrucke: GW 03093; (Online-Exemplar) der Wolfenbütteler Digitalen Bibliothek.
- Tibullus, Albius: Elegiae. Mit Komm. von Bernardinus Veronensis. Daran: Catullus, C. Valerius: Carmina. Mit Komm. von Antonius Parthenius und Palladio Fosco. — Propertius, Sextus: Carmina. Mit Komm. von Philippus Beroaldus. Mit Beig. von Hieronymus Salius und Hieronymus Avancius. Johannes Tacuinus de Triduino Venedig, 19. Mai 1500, Gesamtkatalog der Wiegendrucke: M47037, Inkunabelkatalog Deutscher Bibliotheken, Universitätsbibliothek Tübingen: Bibliographischer Nachweis.
- T. Lucretii Cari de rerum natura libri VI. Aldus Manutius, Venedig, Dezember 1500.
- C. Plinii Iunioris ad Traianum Epistole 46 nuper reperte cum eiusdem responsis. Johannes Tacuinus de Triduino, Venedig 1502, (Online-Exemplar) der Wolfenbütteler Digitalen Bibliothek. – (Editio princeps der Briefe 41–121 des zehnten Buchs der Plinius-Briefe)
- Ausonius per Hieronymum Avantium Veronensem ar. doc. emendatus. Joannes Tacuinus de Tridino, Venedig 1507, (Online-Exemplar) von Google Books.
- Emendationes Tragoediarum Senecae per Hieronymum Avantium Veronensem artium doctorem. Johannes Tacuinus de Triduino, Venedig 1507, (Online-Exemplar) der Bayerischen Staatsbibliothek.
- L.Annei Seneca, Tragoedia sexta, quae Troas inscribitur, ex Avantii annotationibus castigatissime impressa. Per Hieronymum Vietorem & Joannem Singrenium, Viennae Pannoniae, 25. Mai  1513, (VD16 S 5820).
- Scenecae [sic] Tragoediae. In aedibus Aldi et Andreae Soceri, Venedig Oktober 1517.
- Hercules Furens Tragoedia Senecae festiuißima. Johann Knobloch der Ältere, Straßburg Oktober 1521, (VD16 S 5791).
- L. Annei Senecae Cordubensis Tragoediae X. Henricus Petrus, Basel 1529, (VD16 S 5815).
- L. Annei Senecae Cordubensis Tragoediae X. Accesserunt ex peruetusto exemplari argumenta, uel potius commentaria. Henricus Petrus, Basel 1550, (VD16 S 5816).
- L. Annei Senecae Cordubensis Tragoediae X.  Accesserunt ex peruetusto exemplari argumenta, quae omnium Actuum dispositionem indicant. Henricus Petrus, Basel 1563, (VD16 S 5817).
- L. Annei Senecae Cordubensis Tragoediae. Editae emendatiores studio Georgii Fabricii Chemnicensis. Ernst Vögelin, Leipzig 1566, (VD16 S 5818).
- De Senecae carminum generibus. 1566.